# Rivalen (1926)
Rivalen ist ein amerikanischer Stummfilm aus dem Jahre 1926 von Raoul Walsh. Er wurde nach der gleichnamigen Vorlage (1924) von Maxwell Anderson und Laurence Stallings gedreht.

## Handlung
Es handelt sich um eine klassische Dreiecksgeschichte. Im Mittelpunkt stehen zwei amerikanische Soldaten, der First Sergeant Quirt und Captain (Hauptmann) Flagg. Beide gehören dem United States Marine Corps innerhalb der amerikanischen Streitkräfte an, die 1917 bis 1918 an der französischen Front gegen die deutschen Stellungen ankämpfen. In den Schützengräben sind sie Waffenbrüder, schießen Seite an Seite auf den Feind. Beide sind aber auch schon seit langer Zeit Rivalen in vielerlei Hinsicht. Hier, auf dem Kriegsschauplatz Frankreich, findet ihre Rivalität Ausdruck im Kampf um die Gunst der schönen Charmaine de la Cognac, der liebreizenden Tochter des örtlichen Gaststättenbetreibers. In diesen Momenten schenken sich die beiden Soldaten absolut nichts, liefern sich so manches Wortgefecht und gehen auch sonst bisweilen äußerst ruppig gegeneinander vor.

## Produktionsnotizen
Die Uraufführung von Rivalen, als Bühnenstück bereits 1924 mit großem Erfolg am Broadway uraufgeführt, fand am 23. November 1926 statt. In Deutschland und Österreich lief der Film im darauf folgenden Jahr an.
Rivalen spülte rund zwei Millionen Dollar in die Kasse der produzierenden Fox Film, einer Vorläufergesellschaft der Twentieth Century Fox, und galt damit als enormer Kassenerfolg.
Die beiden Hauptdarsteller Edmund Lowe und Victor McLaglen wiederholten ihre Rollen als Quirt und Flagg in zwei weiteren Walsh-Filmen: 1929 in Kampfhähne der Liebe (The Cock-Eyed World) und 1931 in Women of All Nations. Letztmals trat das Duo als Quirt und Flagg 1933 in John G. Blystones Streifen Hot Pepper auf.
1952 kam eine Tonfilmversion von What Price Glory? in die amerikanischen Kinos unter demselben Titel. Regie führte dort John Ford.

## Kritiken
„Oftmals humorig, manchmal grimmig, mit einem sentimentalen Zug hier und da, ist die filmische Umsetzung von ‚What Price Glory‘ … eine kraftvolle Leinwandanstrengung. Die lodernde Eifersucht von Captain Flagg und Sergeant Quirt wird in jenen Szenen hinter den Kampflinien in lebendige Bilder gefasst, und dieselben Soldaten werden als Waffenbrüder gezeigt, als Marines, die alles vergessen, wenn es um die Treue zu ihrer Fahne geht. (…) Die Rolle des Captain Flagg wird von Victor McLaglen gespielt, der hier ganz in seinem Element ist. Er lässt keine Gelegenheit verstreichen, Flaggs Stimmung zu zeigen, ob er nun trinkt, flirtet, spottet oder kämpft. Er ist ein Riesenkerl von einem Mann mit einer Uniform, die so aussieht, als würde sie ihm wirklich gehören. Manchmal ist er brutal, ein Mann, der sich sein Essen mit seinen gewaltigen Pranken greift. Wenn er durch die Linien der eigenen Soldatenkameraden im Schützengraben nach vorn drängt, gilt sein einziger Gedanke der Kampf, immer in der Hoffnung auf den Sieg. (…) Edmund Lowe, den man bislang in so genannten Hauptdarsteller-Rollen sah, amtiert als Sergeant Quirt, der Unteroffizier, der die Kühnheit besitzt, Flagg zu sagen, was er von ihm hält (…) Mr. Lowe bringt sich mit ganzem Herzen in diesen Charakter ein. (…) Die Charmeurin von der Marne, Charmaine, wird von Dolores Del Rio dargestellt, die, mit nicht gerade wenig Hingabe, eine ausgezeichnete Charakterisierung von Cognac Petes Tochter gibt.“

„Einer der stärksten amerikanischen Kriegsfilme ist ‚Rivalen‘, ein herber Stoff und das Hohelied der Kameradschaft, doch nicht ohne einen kleinen Schuß Sentimentalität. Die pralle Fülligkeit seiner Vitalität gibt Victor McLaglen dem Sergeanten, der zwar stets zu einer Prügelei mit seinen Kerlen bereit ist, aber auch immer für sie einsteht, wenn‘s nottut.“

„Pikante Komödie mit einer Menge Feuerwerk für Lippenleser, die abrupt ins Grimmige abgleitet, sobald man sich dem Grauen des Krieges zuwendet, um am Ende dann wieder zum Übermut von Flagg und Quirt zurückzukehren. Gute Unterhaltung nach dem Bühnenstück von Laurence Stallings und Maxwell Anderson.“